# AS Saint-Luc
AS Saint-Luc is een voetbalclub uit Congo-Kinshasa uit de miljoenenstad Lubumbashi. AS Saint-Luc komt uit in hoogste voetbalklasse van Congo, namelijk Linafoot. Ze spelen hun thuiswedstrijden in het Stade Frédéric Kibassa Maliba, een naar Afrikaanse normen erg groot stadion dat plaats biedt aan zo'n 35.000 toeschouwers. De club werd nog nooit landskampioen en won nog nooit de beker, maar speelde in 2000 en 2004 2 keer de bekerfinale.

## Palmares
- Beker van Congo-Kinshasa

Finalist (2) : 2000, 2004